# 伊井圭
伊井 圭（いい けい、1948年8月 - 2014年）は日本の小説家、推理作家。埼玉県深谷市生まれで、同市に在住した。1996年、石川啄木を探偵役、言語学者の金田一京助を助手役に据えた短編推理小説「高塔奇譚」で第3回創元推理短編賞を受賞しデビューした。
晩年は地元、深谷市の商業観光振興のため、深谷宿ミステリーツアーを書き下ろす。ビジネス作家、廣川洲伸や小説クラブ新人賞応募時代からの友人、第19回小説クラブ新人賞受賞作家の冴島学らと親交を深める。伊井圭のミステリーツアーを廣川洲伸が受け継ぎ、冴島学の居住地や全国各地で実践している。

## 作品リスト

### 単行本
- 啄木鳥探偵處（きつつきたんていどころ）
  - 創元クライム・クラブ、東京創元社、1999年5月 ISBN 978-4-488-01281-6
  - 創元推理文庫、東京創元社、2008年11月 ISBN 978-4-488-48301-2
    - 高塔奇譚 - 第3回創元推理短編賞受賞、初出：『創元推理』14（1996年9月）
    - 忍冬（すいかずら）
    - 鳥人
    - 逢魔が刻
    - 魔窟の女 - 第2回創元推理短編賞の最終候補作品に加筆訂正
- 飾り花
  - 講談社、2001年2月 ISBN 978-4-06-210249-0
- 仮面の義経 ―迦楼羅の面に秘められた謎
  - イーグルパブリシング、2004年11月 ISBN 978-4-86146-033-3

### リレー小説
- 前夜祭
  - 角川書店、2000年7月 ISBN 978-4-04-873230-7
  - 第三章「死体は恋のキューピッド」を担当
  - 芦辺拓、西澤保彦、伊井圭、柴田よしき、愛川晶、北森鴻（執筆順）によるリレー小説。

### 短編
- 花かげの記憶 - 『創元推理』17号（1997年10月）
- 位牌 - ミステリ・オールスターズ（角川書店、2010年9月 ISBN 978-4-04-874103-3 / 角川文庫、2012年9月 ISBN 978-4-04-100469-2）
- 通り雨
- 百日紅
- オワラ風の記憶
- ちぎれ雲

他 
深谷宿ミステリーツアーを書き下ろし、深谷の振興に貢献